# Antonio de Cardona
Pour les articles homonymes, voir Cardona (homonymie).
Pour les autres membres de la famille, voir Famille Folch de Cardona.
Antonio de Cardona fut vice-roi à plusieurs reprises, et président du royaume de Sicile en 1435. 

## Biographie
Antonio de Cardona, issu de la famille Folch de Cardona, est le fils de Hugo de Cardona et de Beatriz de Xerica y Martinez de Luna. 
Il devient vice-roi de Sicile en 1416, et de 1419 à 1421. Il est plus tard « président » du royaume de Sicile en 1435.
En 1420, il achète le Malte et Gozo pour 30 000 florins au roi de Sicile Alphonse V d'Aragon qui manque d'argent et de soutien. Il revend ce fief pour la même somme cinq ans plus tard à Gonsalvo Monroy.
En 1400, Antonio de Cardona y de Xerica-Aragon épouse Leonor Manoel de Vilhena qui lui donne un fils, Pedro de Cardona.